# ピアラシティ
ピアラシティ（Piara City）は、埼玉県三郷市ピアラシティ1丁目にある複合商業施設である。

## 施設概要
三郷インターチェンジ北側区画整理事業地の中核商業施設として、2005年5月に街開き。シティ内は県内最大級である「イトーヨーカドー三郷店」をメインに、大型ホームセンターである「スーパービバホーム」、地域最大級アミューズメントパーク「ゲームパニック三郷」により構成されている。イトーヨーカドー内には、ファッション、レストラン、書店など多数の専門店が入居。駐車場は3,126台。ショッピングセンターとして埼玉県内有数の規模となる。ロードサイド店舗の部類に入る。
また、第二期出店として、ヤマダデンキ（家電販売、3,300坪、2006年7月14日オープン）、ワンダーグー/快活CLUB（書籍CD販売・インターネットカフェ他、1,600坪、同年8月10日/8月14日オープン）、湯快爽快湯けむり横丁（温泉施設）、オートバックス（2007年9月14日オープン）、アップガレージ（中古カー用品店/2010年12月4日オープン）。
その他にもオリーブの丘、エネオス エネジェット、トヨペット店（埼玉トヨペット）、スズキアリーナ（スズキ自販埼玉）、KEIYU、タマホームなどが出店している。

## キーテナント
- イトーヨーカドー
- スーパービバホーム
- ゲームパニック（運営会社「レジャラン」の本社所在地でもある）

## シネマコンプレックス
ピアラシティ内のスーパービバホーム三郷店内にはシネマコンプレックス棟があり、街開きから2024年11月30日までは松竹マルチプレックスシアターズ運営の『MOVIX三郷』が入居していた。2025年7月11日からは佐々木興業運営の『シネマサンシャイン三郷』が入居している。

### MOVIX時代
MOVIX三郷（ムービックスみさと）は、2005年（平成17年）6月1日から2024年（令和6年）11月30日まで営業していた、松竹マルチプレックスシアターズ運営によるシネマコンプレックス（映画館）である。
埼玉県としては「MOVIXさいたま」（さいたま市・コクーンシティ内）に続く2サイト目のMOVIXとして開業。三郷市にとっては、市制施行（1972年5月3日）から23年にして初めての映画館となった。12スクリーン・2,523席。
2020年2月には衛藤美彩主演の『静かな雨』が上映され、同月9日には衛藤が村上淳、中川龍太郎監督と共に舞台挨拶を行ったが、同時期に新型コロナウイルス感染症が世界的に流行し始めると、それに伴う緊急事態宣言により同年4月から5月31日まで2か月近く休業。更に同年7月31日には同館の従業員がPCR検査で陽性を示したことから、同日夕方から8月1日までの上映を休止していた。
2021年2月には熊澤尚人監督の『おもいで写真』が上映され、同月14日には同作に出演した深川麻衣と香里奈が熊澤監督と共に舞台挨拶を行った。
2022年7月から9月までBS松竹東急（現J:COM BS）で放送されていたテレビドラマ『シネコンへ行こう!』において、MOVIX三郷がロケ地として使われた。 ちなみに『シネコンへ - 』に出演していた女優の北乃きいは、自身が主演した映画『幸福な食卓』上映時の2007年2月12日にMOVIX三郷で舞台挨拶を行っている。
2024年5月13日、賃貸借契約満了によりMOVIX三郷を閉館することを発表し、同年11月30日をもって営業を終了。最終興行として『グレイテスト・ショーマン』（マイケル・グレイシー監督、2017年）の発声可能応援上映会が行われ、19年半の歴史に幕を閉じた。これに伴い、2014年度から10年間参加し続けた『午前十時の映画祭』は千葉県柏市のMOVIX柏の葉（ららぽーと柏の葉内）が同年9月27日から引き継いでいる。

### シネマサンシャイン時代
2025年春頃にシネコン棟の改修工事が始まると、同年5月23日、佐々木興業がMOVIX三郷の跡地にシネマサンシャイン三郷を出店することを発表。同7月11日にグランドオープンした。佐々木興業は1993年12月11日から草加市で『草加シネマサンシャイン』（4スクリーン）を運営していたが、2008年8月31日にわずか15年で閉館したため、17年ぶりの埼玉県内再進出となった。
シネマサンシャインでは全スクリーンが7.1chサラウンド対応となった他、ドルビーアトモスが入った「BESTIA」や岩浪美和監修による「solaシアター」を導入。さらにプレミアムシートも設置したことにより総座席数が2,481席と、MOVIX時代よりやや減少している。また売店内でのドリンクバーやセルフレジ、モバイルオーダー導入といった、シネマサンシャインとしては初の試みも行われている。

### スクリーン詳細
| SCREEN No. | 座席数（車椅子席） | 座席数（車椅子席）     | 備考 （CS：シネマサンシャイン）           |
| SCREEN No. | MOVIX時代          | シネマサンシャイン時代 | 備考 （CS：シネマサンシャイン）           |
| ---------- | ------------------ | ---------------------- | ----------------------------------------- |
| 1          | 255（2）           | 249（2）               | プレミアムシート（CS）                    |
| 2          | 141（2）           | 139（2）               |                                           |
| 3          | 141（2）           | 139（2）               |                                           |
| 4          | 141（2）           | 139（2）               |                                           |
| 5          | 133（2）           | 131（2）               |                                           |
| 6          | 189（2）           | 187（2）               | solaシアター（CS）                        |
| 7          | 130（2）           | 128（2）               |                                           |
| 8          | 185（2）           | 183（2）               |                                           |
| 9          | 174（2）           | 172（2）               | solaシアター（CS）                        |
| 10         | 229（2）           | 223（2）               | プレミアムシート（CS）                    |
| 11         | 518（4）           | 510（4）               | プレミアムシート（CS）                    |
| 12         | 287（2）           | 281（2）               | BESTIA/Dolby Atmos プレミアムシート（CS） |

## アクセス

### 自動車
- 常磐自動車道 三郷IC
- 首都高速6号三郷線 三郷出入口
- 東京外環自動車道 外環三郷西IC

駐車場は3,126台。駐車料金は無料。

### バス
- マイスカイ交通 - 三郷駅方面（全日運行）・新三郷駅方面（平日に2便のみ）・三郷中央駅（平日に2便のみ）
- 埼玉観光 - 三郷中央駅方面・新三郷駅方面（土休日に2便のみ）
- メートー観光 - 吉川駅方面・新三郷駅方面・三郷中央駅方面（三郷中央駅方面は平日に1便のみ）
- 東武バスセントラル - 獨協大学前駅方面（土休日に1便のみ）2025年3月をもって廃止[18]。

各路線にて「ピアラシティ」停留所下車。
ピアラシティは鉄道駅からはいずれも遠く、バスは各鉄道駅とを結ぶ路線網こそ充実しているが本数が少ない（三郷駅とピアラシティを結ぶマイスカイ交通のピアラシティ循環が比較的多数運行）うえに最終バスの出発時間も比較的早いため、公共交通機関を利用してのアクセスはやや難がある。ピアラシティ独自の無料送迎バスも設定されていない。
また、つくばエクスプレス線三郷中央駅前にもエムズタウン開業、新三郷駅前にららぽーと新三郷、IKEA、コストコが2008年から2009年にかけてオープンし、さらに武蔵野線に越谷市内の越谷レイクタウン駅開業とそれに伴う日本最大級のショッピングセンター「イオンレイクタウン」開業により、競争が激化していたが、前述の商業施設が鉄道駅に近く主に若年層をターゲットにしているのに対し、ロードサイド型のピアラシティは家族連れを始めとして誰もが楽しめる街として棲み分けが出来ている。